# Seltenrein
Die Seltenrein ist ein linker Zufluss des Löbauer Wassers in Sachsen.

## Verlauf
Sie entspringt am östlichen Fuße des Bubenik und fließt durch ein seichtes Tal nach Osten. Ihren Namen erhielt sie wegen der Trübung des Wassers durch Abträge des Lößlehmbodens in ihrem Oberlauf.
Entlang des Baches erstrecken sich die Orte Oelsa und Altlöbau, die beide zur Stadt Löbau gehören. Zwischen beiden Orten führt über die Seltenrein die am 5. November 2001 eingeweihte Ortsumfahrung Löbau der Bundesstraße 178, die östlich des Lärchenbergs beginnt und im Tal des Buttermilchwassers bei Nechen auf die Bundesstraße 6 führt.
Südlich des Stadtzentrums von Löbau bildet die Seltenrein ein tiefes Tal. In den Jahren 1926 bis 1927 wurde über das Tal eine steinerne Bogenbrücke für die Reichsstraße 178 nach Zittau errichtet, die 1927 als Hindenburgbrücke eingeweiht und am 8. Mai 1945 gesprengt wurde. Nach ihrem Wiederaufbau zwischen 1950 und 1951 erhielt die Seltenreinbrücke den Namen Brücke der Jugend. Bis zur Inbetriebnahme der Ortsumfahrung Löbau führte die Bundesstraße 178 über die Brücke, die  2002 saniert wurde. Unterhalb der Brücke befindet sich im Tal die 1458 erstmal urkundlich erwähnte Heilig-Geist-Kirche.
In der Löbauer Gemarkung Tiefendorf mündet die Seltenrein in das Löbauer Wasser. Sie hat eine Länge von 4,5 km und überwindet einen Höhenunterschied von 63 m.